# Stypułki-Borki
Stypułki-Borki – wieś w Polsce położona w województwie podlaskim, w powiecie wysokomazowieckim, w gminie Kobylin-Borzymy.
W latach 1975–1998 miejscowość administracyjnie należała do województwa łomżyńskiego.
Wierni kościoła rzymskokatolickiego należą do parafii  Wniebowzięcia NMP w Sokołach.

## Historia
Miejscowość wzmiankowana w aktach sądowych ziemi bielskiej w roku 1524 i 1527.
W 1827 r. wieś liczyła 12 domów i 65 mieszkańców. Pod koniec XIX w. wieś drobnoszlachecka, gmina Piszczaty, parafia Kobylin.
W roku 1921 we wsi 20 budynków z przeznaczeniem mieszkalnym oraz 118 mieszkańców (58 mężczyzn i 60 kobiet). Wszyscy podali narodowość polską.